# Il était une bergère

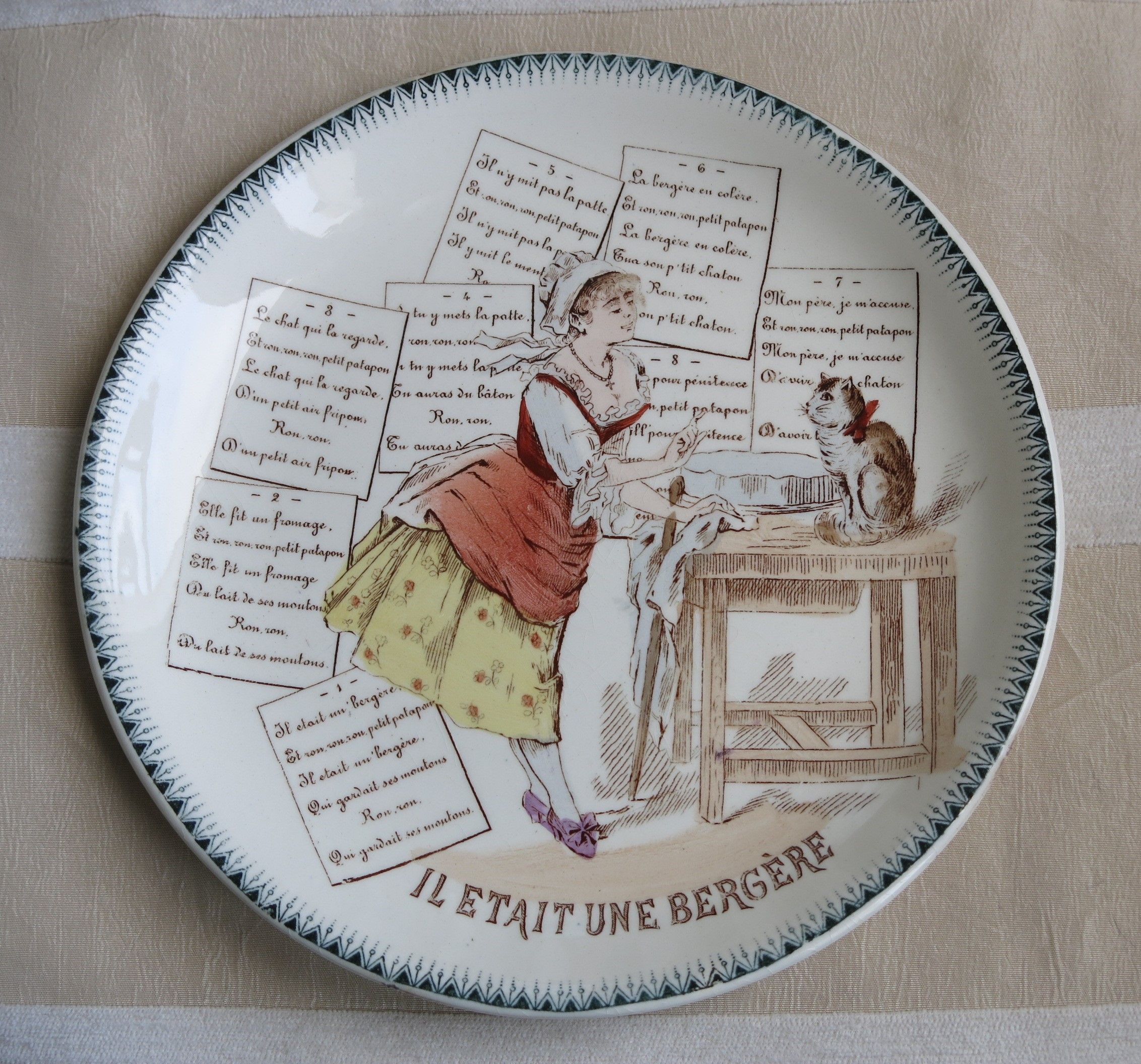
Assiette d'un service d'assiettes de chansons enfantines datant de 1850 environ

Il était une bergère est une chanson populaire française du XVIIe siècle, dont il existerait une première version paillarde du XVIe siècle.

## Paroles
1.

Il était une bergère,

Et ron, ron, ron, petit patapon;

Il était un' bergère,

Qui gardait ses moutons,

Ron, ron,

Qui gardait ses moutons.

2.

Elle fit un fromage,

Et ron, ron, ron, petit patapon;

Elle fit un fromage,

Du lait de ses moutons,

Ron, ron,

Du lait de ses moutons.

3.

Le chat qui la regarde,

Et ron, ron, ron, petit patapon

Le chat qui la regarde,

D'un petit air fripon,

Ron, ron,

D'un petit air fripon.

4.

« Si tu y mets la patte,

Et ron, ron, ron, petit patapon;

Si tu y mets la patte,

Tu auras du bâton,

Ron, ron,

Tu auras du bâton. »

5.

Il n'y mit pas la patte,

Et ron, ron, ron, petit patapon;

Il n'y mit pas la patte,

Il y mit le menton,

Ron, ron,

Il y mit le menton.

6.

La bergère en colère,

Et ron, ron, ron, petit patapon;

La bergère en colère,

Tua son p'tit chaton,

Ron, ron,

Tua son p'tit chaton.

7.

Elle fut à son père, (variante : à confesse)

Et ron, ron, ron, petit patapon;

Elle fut à son père, (variante : à confesse)

Lui demander pardon, (variante : Pour…)

Ron, ron,

Lui demander pardon. (variante : Pour…)

8.

« -- Mon père je m'accuse,

Et ron, ron, ron, petit patapon;

Mon père je m'accuse,

D'avoir tué mon chaton,

Ron, ron,

D'avoir tué mon chaton.

9.

-- Ma fill', pour pénitence.

Et ron, ron, ron, petit patapon;

Ma fill', pour pénitence,

Nous nous embrasserons,

Ron, ron,

Nous nous embrasserons.

10.

-- La pénitence est douce,

Et ron, ron, ron, petit patapon;

La pénitence est douce,

Nous recommencerons,

Ron, ron,

Nous recommencerons. »